# Diken
Diken là một thị xã và là một nagar panchayat của quận Neemuch thuộc bang Madhya Pradesh, Ấn Độ.

## Nhân khẩu
Theo điều tra dân số năm 2001 của Ấn Độ, Diken có dân số 7206 người. Phái nam chiếm 51% tổng số dân và phái nữ chiếm 49%. Diken có tỷ lệ 57% biết đọc biết viết, thấp hơn tỷ lệ trung bình toàn quốc là 59,5%: tỷ lệ cho phái nam là 72%, và tỷ lệ cho phái nữ là 40%. Tại Diken, 15% dân số nhỏ hơn 6 tuổi.